# Diaphania
Diaphania is een geslacht van vlinders uit de familie van de grasmotten (Crambidae), uit de onderfamilie van de Spilomelinae. De wetenschappelijke naam van dit geslacht is voor het eerst voorgesteld door Jacob Hübner in een publicatie uit 1818. 
De ruim 90 soorten binnen dit geslacht komen in de (sub)tropische gebieden voor, de meeste in het Neotropisch gebied. De rupsen van Diaphania indica, Diaphania hyalinata en Diaphania nitidalis gebruiken soorten binnen de komkommerfamilie (Cucurbitaceae) als waardplant en worden in de landbouwsector als een pest beschouwd.

## Soorten
- Diaphania adelalis (Dognin, 1905)
- Diaphania albianalis (Hampson, 1918)
- Diaphania albicincta (Hampson, 1899)
- Diaphania albifascialis (Hampson, 1912)
- Diaphania andringitralis Viette, 1960
- Diaphania antillia Munroe, 1960
- Diaphania argealis (Walker, 1859)
- Diaphania arguta (Lederer, 1863)
- Diaphania aroalis (Schaus, 1920)
- Diaphania atomosalis (Dognin, 1908)
- Diaphania attigua (E. Hering, 1906)
- Diaphania auricollis (Snellen, 1875)
- Diaphania aurogrisealis (Hampson, 1912)
- Diaphania beckeri Clavijo & Munroe, 1996
- Diaphania brevilinealis (Schaus, 1920)
- Diaphania brunneacollis (Schaus, 1920)
- Diaphania busccalis (Schaus, 1920)
- Diaphania cachinalis (Strand, 1920)
- Diaphania circumfumata (Dognin, 1905)
- Diaphania clavata (Hampson, 1912)
- Diaphania columbiana (Hampson, 1899)
- Diaphania contactalis (Dognin, 1903)
- Diaphania costaricalis (Schaus, 1912)
- Diaphania costata (Fabricius, 1775)
- Diaphania culminalis (Schaus, 1924)
- Diaphania damalis (Druce, 1895)
- Diaphania dohrni (Hampson, 1899)
- Diaphania elegans (Möschler, 1890)
- Diaphania equicincta (Hampson, 1912)
- Diaphania eumeusalis (Walker, 1859)
- Diaphania eurytornalis (Hampson, 1912)
- Diaphania euryzonalis (Hampson, 1912)
- Diaphania exclusalis (Walker, 1866)
- Diaphania fenestralis Amsel, 1956
- Diaphania flavicaput (Hampson, 1899)
- Diaphania fuligalis (Schaus, 1912)
- Diaphania fumosalis (Guenée, 1854)
- Diaphania fuscicaudalis (Möschler, 1881)
- Diaphania fuscicollis (Snellen, 1875)
- Diaphania gilvidorsis (E. Hering, 1906)
- Diaphania grisealis (Maassen, 1890)
- Diaphania guatemalalis (Schaus, 1920)
- Diaphania guenealis (Snellen, 1875)
- Diaphania hemicitralis (Hampson, 1912)
- Diaphania holophaealis (Hampson, 1900)
- Diaphania holophoenica (Hampson, 1912)
- Diaphania hyalinata (Linnaeus, 1767)
- Diaphania hypheusalis (Walker, 1859)
- Diaphania immaculalis (Guenée, 1854)
- Diaphania impunctalis (Dognin, 1905)
- Diaphania indica (Saunders, 1851)
- Diaphania infernalis (Möschler, 1890)
- Diaphania infimalis (Guenée, 1854)
- Diaphania innotata (Druce, 1895)
- Diaphania interpositalis (Hampson, 1912)
- Diaphania latilimbalis (Guenée, 1854)
- Diaphania limitalis (Dognin, 1905)
- Diaphania lualis (Herrich-Schäffer, 1871)
- Diaphania lucidalis (Hübner, 1823)
- Diaphania magdalenae (Hampson, 1899)
- Diaphania meridialis Yamanaka, 1972
- Diaphania mirabilis (Druce, 1902)
- Diaphania modialis (Dyar, 1912)
- Diaphania monothyralis (Hampson, 1918)
- Diaphania morosalis (Schaus, 1920)
- Diaphania nigricilialis (Schaus, 1912)
- Diaphania nitidalis (Stoll, 1781)
- Diaphania niveocilia (Hampson, 1899)
- Diaphania novicialis (Schaus, 1912)
- Diaphania ochrivitralis (Hampson, 1899)
- Diaphania oeditornalis (Hampson, 1912)
- Diaphania olealis (C. Felder, R. Felder & Rogenhofer, 1875)
- Diaphania oleosalis (Snellen, 1875)
- Diaphania oriolalis Viette, 1958
- Diaphania orthozonalis (Hampson, 1912)
- Diaphania phlebitis (Hampson, 1912)
- Diaphania plumbidorsalis (Guenée, 1854)
- Diaphania praxialis (Druce, 1895)
- Diaphania punctilinealis (Hampson, 1918)
- Diaphania purpurea (Hampson, 1912)
- Diaphania reductalis (Guenée, 1854)
- Diaphania sahlkei (E. Hering, 1906)
- Diaphania satanalis (Snellen, 1875)
- Diaphania semaphoralis (Dognin, 1903)
- Diaphania spurcalis (Snellen, 1875)
- Diaphania subauralis (Herrich-Schäffer, 1871)
- Diaphania subterminalis (Hampson, 1912)
- Diaphania subtilalis Amsel, 1956
- Diaphania superalis (Guenée, 1854)
- Diaphania taenialis (Dognin, 1905)
- Diaphania terminalis (Maassen, 1890)
- Diaphania translucidalis (Guenée, 1854)
- Diaphania yurakyana Vila, Piñas & Clavijo, 2004